# Le sette prove
Le sette prove (Seven Deadly Wonders o The Seven Ancient Wonders) è un romanzo d'azione e d'avventura dell'australiano Matthew Reilly, uscito nel 2005.
In Italia è stato pubblicato nel 2006 da Editrice Nord.
Il romanzo è nato da una rivisitazione di un racconto più breve che l'autore aveva scritto per una rivista australiana.

## Trama
Il protagonista del racconto è Jack West Jr., soldato australiano della SAS dotato di un braccio bionico. West è al comando di una squadra formata e finanziata da vari paesi pacifici (Canada, Spagna, Irlanda, Israele, Giamaica, Emirati Arabi), con il compito di ritrovare il fantomatico Vertice Aureo, la punta d'oro scomparsa della Piramide di Giza.
Secondo le antiche leggende il vertice conferisce il potere di dominare sui popoli della terra per mille anni, e diverse coalizioni iniziano la caccia: la vecchia Europa (Francia, Italia, Germania e addirittura il Vaticano), affrontano la battaglia per il vertice contro gli USA.
Il consorzio di paesi che ha reclutato West, vuole impedire che i due schieramenti trionfino, perché le conseguenze potrebbero essere disastrose.
West e i suoi iniziano così a dare la caccia ai sette frammenti con cui è stato diviso il vertice, ognuno dei quali è nascosto in una delle Sette meraviglie del mondo del mondo antico, finendo nel mirino di due pericolosissimi avversari: il capo della coalizione europea, il gesuita Francesco del Piero, e il colonnello Judah ex istruttore dello stesso Jack West, capo, assieme al suo scagnozzo Cal Kallis, delle truppe americane.

## Personaggi
- Cacciatore, poi Taglialegna (Capitano Jack West Jr. dall'Australia)
- Merlino (Maximiliam T.Epper dal Canada)
- Saladino, poi Orsacchiotto (Capitano Zahir Al Anzar Al Abbas dagli Emirati Arabi)
- Cannoniere, poi Hutch (Caporale Liam Kissane dall'Irlanda)
- Mary la sanguinaria, poi Principessa Zoe (Sergente Zoe Kissane dall'Irlanda)
- Arciere, poi Spilungone (Tenente Benjamin Cohen dall'Israele)
- Matador, poi Starsky (Tenente Enrique Velacruz dalla Spagna)
- Stregone, poi Capellone (Sergente V.J.Weatherly dalla Giamaica)
- Bambina (Lily figlia della moglie dell'oracolo)
- Falco (Horus)
- Comandante degli Europei (Francesco Del Piero)
- Comandante degli Americani (Maresciallo Judah)

## Edizioni
- Matthew Reilly, Le sette prove, traduzione di Giovanni Giri, Editrice Nord, 2006,  p. 446, ISBN 88-429-1458-4.